# Cecidostiba fungosa
Cecidostiba fungosa är en stekelart som först beskrevs av Geoffroy 1785.  Cecidostiba fungosa ingår i släktet Cecidostiba och familjen puppglanssteklar. Arten är reproducerande i Sverige. Inga underarter finns listade.